# Río de los Ojos
El río de los Ojos o río Verde es un afluente del Júcar de corto recorrido que nace al oeste de la localidad de Masalavés en la comarca de la Ribera Alta (Valencia, España), a la cual rodea completamente por el sur para dirigirse hacia el noreste y después hacia el este hasta desembocar al norte de Alcira en el Júcar.

## Caudal
De gran valor biológico, presenta un caudal bastante constante durante todo el año a pesar de su corto recorrido de unos 15 km, sólo afectado por las esporádicas sequías estivales que nunca llegan a secarlo por completo (en verano de 2006 llevaba casi más agua que el propio Júcar), esto es debido a su principal peculiaridad, el río nace de un gran acuífero (el acuífero este del Caroche, que recibe gran parte de las aguas que caen en el Macizo de Caroche) que proporciona casi 1 m³/s, por lo que el río nace con casi todo su caudal íntegro, el resto lo consigue de los sobrantes de las aguas de riego. También es muy probable que la surgencia de aguas verdes provenga de la propia infiltración de las aguas del Júcar y de ahí su color verde.

## Factores biológicos
El Río de los Ojos tiene gran importancia biológica debido a que su nacimiento conforma un pequeño humedal (los Ojos) donde anidan aves y aún se conservan ciertas poblaciones de "samarugo" además de una especie endémica de molusco, que solo se da en este río, y el humedal conocido como la Reva, por el antiguo canal de este nombre, que, con un trazado similar (aunque más corto) que el reciente Canal Júcar - Turia, regaba  parte de la Ribera Alta al sur de Carlet. Se trata de un fenómeno de pozo artesiano, una surgencia del agua subterránea que procede de un nivel más elevado.

## Riesgos
El Río de los Ojos es poco susceptible a inundaciones por la pequeñez de su cuenca, normalmente sólo se desborda cuando las aguas del Júcar remontan el río inundando los campos aledaños o cuando se produce una presa de residuos, otro de los problemas que afectan al Río Verde es el alto índice de contaminación, excepto en su nacimiento es un río muy contaminado por desechos agrícolas y sobre todo en el último kilómetro por los vertidos de la empresa Cartonajes Río Verde que han dado lugar a una sanción ambiental.